# Michael Schaffrath
Michael Schaffrath (* 1966) ist ein deutscher Kommunikationswissenschaftler, dessen Forschungs- und Lehrtätigkeit sich auf den Bereich der Sportpublizistik fokussiert. Er ist Professor am Arbeitsbereich für Medien und Kommunikation der Technischen Universität München.

## Leben
Schaffrath studierte Publizistik, Neuere Geschichte und Politikwissenschaften an der Westfälischen Wilhelms-Universität Münster. Dort wurde er 1996 promoviert. Er war anschließend wissenschaftlicher Mitarbeiter an der Deutschen Sporthochschule Köln, der Universität Lüneburg, der TU Dresden, der Universität Koblenz und der Universität Gießen. Er war sportjournalistisch tätig für den Sport-Informationsdienst sowie u. a. für die Aachener Nachrichten, WDR, RTL und Antenne Münster.
2006 habilitierte er sich an der Technischen Universität München, wo er seit 2000 an der Sportfakultät lehrt. Seine Forschungsschwerpunkte sind Sportjournalismus, Sport-PR, Sport im Radio, Sportkommentierung im Fernsehen sowie Journalismus und Doping.
Schaffrath hielt zahlreiche Vorträge im In- und Ausland. Er ist Autor und Co-Autor zu Themen der Sportkommunikation in Form von Buchveröffentlichungen und Aufsätzen in Fachzeitschriften. Zudem ist er Herausgeber der Schriftenreihe „Sportpublizistik“ im LIT Verlag.

## Veröffentlichungen (Auswahl)
- Sport on air: Studie zur Sportberichterstattung öffentlich-rechtlicher und privater Radiosender in Deutschland. Vistas, Berlin 1996, ISBN 978-3-89158-175-9 (zugleich Dissertation an der Universität Münster, 1995)
- Fußball-WM '98: Analyse, Akzeptanz, Akquise. Lit Verlag, Münster 1999, ISBN 978-3-8258-4145-4
- Das sportjournalistische Interview im deutschen Fernsehen: Empirische Vergleichsstudie zu Live-Gesprächen bei Fußballübertragungen auf ARD, ZDF, RTL, SAT. 1, DSF und Premiere. Lit Verlag, Münster/Hamburg/London 2000, ISBN 978-3-8258-5171-2
- Spitzensport und Sportjournalismus. Empirische Studie zum grundlegenden Verständnis der Beziehungen zwischen zwei Subsystemen und Akteurgruppen. Mediensport-Verlag, Puhlheim 2006, ISBN 978-3-9810185-2-3 (zugleich Habilitationsschrift an der TU München, 2006)
- Sport-PR als Beruf. Empirische Studie zum Aufgaben- und Anforderungsprofil von Pressesprechern im Sport. Lit Verlag, Berlin/Münster 2012, ISBN 978-3-643-11299-6
- Fußball ist Fußball. Fußballsprüche von Herberger bis heute, Münster 2013, Lit-Verlag